# الجدول الزمني للإرهاب في سيناء
وفيما يلي التسلسل الزمني للخسائر البشرية خلال الإرهاب في سيناء المستمر، الذي نشط قبل فترة من عدم الاستقرار النسبي والاضطرابات السياسية في مصر، بدءًا من ثورة 25 يناير 2011 ضد حكم الرئيس حسني مبارك. وهجمات الإرهابيين، ومع ذلك، كثف بشكل ملحوظ في أعقاب الإطاحة بالرئيس السابق محمد مرسي المدعوم من الإخوان والحملة ضد أنصاره في يوليو 2013.

## 2011
- 30 يوليو 2011، قتل 6 من قوات الأمن المصرية.
- 14 أغسطس وسبتمبر 2011، عملية النسر: قُتِل متشدد إسلامي ومقتل مدنيين اثنين.
  - 15 أغسطس 2011، قتل متشدد إسلامي، والقبض على 6.
  - 17 أغسطس 2011، 2 من البدو قتلوا في ظروف غامضة.
- 18 أغسطس 2011، العمليات التفجيرية في إيلات (2011) قتل 6 مدنيين إسرائيليين واثنين من الجنود الإسرائيليين وقتل 5 جنود مصريين، فضلًا عن مقتل العشرات من المهاجمين.

## 2012
- 18 يونيو 2012، قتل مدني إسرائيلي وإصابة 2 في هجوم على السياج الحدودي بين إسرائيل ومصر.[1]
- 5 أغسطس 2012، هجوم على الحدود المصرية الإسرائيلية، إستشهاد 16-24 جندي مصري ومقتل 8 متشددين إسلاميين. [بحاجة لمصدر]
- 7 أغسطس 2012، عملية سيناء - قتل 32 من المتشددين والمشتبه بهم واعتقال 38 آخرين، ومقتل مدنيين اثنين (من قبل أوائل سبتمبر 2012). [بحاجة لمصدر]
- 8 أغسطس 2012 - قتل 20 متشدد في سيناء.[بحاجة لمصدر]
- 12 أغسطس 2012 - مقتل 7 مسلحين مشتبه بهم.[بحاجة لمصدر]
- 13 أغسطس 2012 - قتل زعيم قبلي وابنه بالرصاص.[بحاجة لمصدر]
- 29 أغسطس 2012 - دبابات الجيش المصري وطائرات هليكوبتر تهاجم الخلايا الجهادية، مما أدى إلى سقوط 11 قتيلا من المتشددين وأسر 23 آخرين، مع عدم وجود خسائر من الجيش.[2]
- 21 سبتمبر 2012 - قتل جندي إسرائيلي و3 متشددين إسلاميين.
- 3 نوفمبر 2012 - إستشهاد 3 من رجال الشرطة المصرية.

## 2013

### أبريل
- 16 أبريل 2013 - إستشهاد شرطي مصري.[3]

### مايو
- 7 مايو 2013- قتل مدني مصري على يد مسلحين إسلاميين.[4]
- 21 مايو 2013- قتل مسلح في الاشتباكات.
- يونيو ويوليو 2013- إستشهاد جندي مصري وقتل 20 مسلح في الاشتباكات.[5]
- 3 يوليو - 15 يوليو (2013) عقب الإطاحة بالرئيس محمد مرسي، إستشهاد 8 من رجال الشرطة و2 من المسيحيين، وكاهن واحد، وخمسة مدنيين في هجمات شنها متشددون إسلاميون في شبه جزيرة سيناء.[6]
- 16-17 يوليو (2013) قتل 10 جهاديين.[7]
- 17 يوليو 2013 - إستشهاد 3 من رجال الشرطة.[8]
- 18 يوليو 2013 - إستشهاد شرطي.[9]
- 19 يوليو 2013 - قتل 2 من المدنيين.[10]
- 21 يوليو 2013 إستشهاد 4 من رجال الشرطة ومدنيين اثنين.[11]
- 22 يوليو 2013 - قتل مدني.[12]
- 24 يوليو 2013 -إستشهاد 2 من الجنود ومقتل3 جهاديين.[13]
- 26 يوليو 2013 - قتل مدني.[14]
- 27-28 يوليو - 2013 قتل 10 إرهابيين.[15]
- 28 يوليو 2013 - إستشهاد ضابط.[16]
- 29 يوليو 2013 - إستشهاد 4 جنود.[17]
- 30 يوليو 2013 - إستشهاد جندي.[18]

### أغسطس
- 2 أغسطس 2013 - إستشهاد شرطي.[19]
- 5 أغسطس 2013 - إستشهاد جندي.[20]
- 7 أغسطس 2013 - قتل مدني.[21]
- 9 أغسطس 2013 - قتل 4 متشددين.[22]
- 11 أغسطس 2013 - قتل 12 مسلحا.[23]
- 14 أغسطس 2013 - إستشهاد 2 من رجال الشرطة وعقيد في الجيش.[24][25]
- 15 أغسطس 2013 - إستشهاد 8 جنود على يد مسلحين قرب العريش.[26]
- 17 أغسطس 2013 - قتل 6 أشخاص.[27]
- 18 أغسطس 2013 - إستشهاد جندي.[28]
- 19 أغسطس 2013 - تم نصب كمين لجنود قوات الأمن المركزي غير المسلحين وإستشهاد 25 منهم من قبل إرهابيين.[29]
- 30 أغسطس 2013 - قتل 3 مسلحين[30] وإستشهاد2 من رجال الشرطة [31] وقائد شرطة في هجمات منفصلة.[32]

### سبتمبر
- 3 سبتمبر 2013 - قتل 15 مسلحا.[33]
- 4 سبتمبر 2013 - إستشهاد 2 من المجندين.[34]
- 7 سبتمبر 2013 - 31 متشددا على الأقل قتلوا.[35]
- 11 سبتمبر 2013 - إستشهاد 6 جنود.[36]
- 30 سبتمبر 2013- إستشهاد جندي، إستشهاد من رجال الشرطة وقتل مدني.[25]

### أكتوبر
- 7 أكتوبر 2013 - انفجار سيارة ملغومة أدى إلى إستشهاد ثلاثة من ضباط الشرطة في جنوب سيناء، بعد ساعات أطلق مسلحون ملثمون النيران على دورية مما أدى إلى إستشهاد ستة جنود خارج مدينة قناة السويس في الإسماعيلية.[37]
- 10 أكتوبر 2013 - صدم انتحاري بسيارته المحملة بالمتفجرات نقطة تفتيش خارج مدينة العريش في شبه جزيرة سيناء، مما أسفر عن إستشهاد ثلاثة جنود وشرطي.[38]
- 17 أكتوبر 2013 - قتل 6 مسلحين.[39]
- 18 أكتوبر 2013 - إستشهاد شرطي.[40]
- 21 أكتوبر 2013 - قتل مدني.[41]
- 22 أكتوبر 2013 - ضابط وسائق مدني قتلوا.[42]
- 23 أكتوبر 2013 - إستشهاد جندي.[43]

### نوفمبر
- 6 نوفمبر 2013- إستشهاد جندي.[44] وقتل 3 متشددين إسلاميين.[45]
- 7 نوفمبر 2013 - قتل 8 مسلحين.[46]
- 13 نوفمبر 2013 - مقتل 2 من المسلحين.[47]
- 14 نوفمبر 2013 - 3 مسلحين وشرطيين اثنين قتلوا.[48][49]
- 15 نوفمبر 2013 - إستشهاد شرطي.[50]
- 16 نوفمبر 2013 - إستشهاد شرطي بالرصاص في شمال سيناء.[49]
- 20 نوفمبر 2013 - 11 جندي إستشهادوا بالقرب من العريش.[51]
- 30 نوفمبر 2013 - قتل 3 مسلحين.[52]

### ديسمبر
- 9 ديسمبر 2013 - مقتل قيادي بجماعة أنصار بيت المقدس بسيناء.[53]
- 10 ديسمبر 2013 - مطلوب من أنصار البيت المقدس عبد الرحمن سالم سلامة أبو عيطة قبض عليه.[54]
- 13 ديسمبر 2013 - مطلوب من أنصار البيت المقدس، أحمد أحمد أبو سريج قُتل.[55]
- 15 ديسمبر 2013 - متشدد اسلامي مطلوب، بيسار صباح رباع صالح قُتل في العريش.،[56] والقبض على 40 من المشتبه بهم.[57]
- 16 ديسمبر 2013 - متشدد مطلوب يدعى أبو خالد قُتل، 7 مسلحين مطلوبين و20 من المتشددين المشتبه بهم قبض عليهم.[58]
- 17 ديسمبر 2013 - مطلوبون من من الإرهابين قُتلوا في سيناء.[59]
- 18 ديسمبر 2013 - مقتل 2 من المسلحين، و12 مسلحا القبض عليهم.[60]
- 19 ديسمبر 2013 - اثنان من المتشددين قُتلوا.[61]
- 20 ديسمبر 2013 - إستشهاد جنديان [62] وقتل 3 مسلحين .[63]
- 22 ديسمبر 2013 - 4 متشددين قُتلوا، القبض على 4 متشددين مشتبه بهم.[64]
- 24 ديسمبر 2013 - 14 من ضباط الشرطة إستشهادوا، و2 من مدنيين قُتلوا في هجوم على مركز للشرطة[65]

## 2014

### يناير
- 4 يناير 2014 - 1 إستشهاد جندي.[66]
- 13 يناير 2014 - 2 من المتشددين قتلوا في انفجار قنبلة خاصة بهم;[67] ما يقرب من 5 متشددين قتلوا في ظروف غامضة.[68]
- 16 يناير 2014 - متشدد قتل.[69]
- 17 ينايرلا2014 - 13 من المتشددين قتلوا.[70]
- 18 يناير 2014 - 3 من المتشددين قتلوا.[71]
- 19 يناير 2014 - متشدد قتل.[72]
- 25 يناير 2014 - 5 جنود قتلوا في هجوم على طائرة هليكوبتر.[73]
- 26 يناير 2014 - 4 جنود إستشهادوا.[74]
- 29 يناير 2014 - 10 من متشددين قتلوا.[75]
- 30 يناير 2014 - 7 من متشددون قتلوا [76] وضابط شرطةإستشهادوا.[77]
- 31 يناير 2014 - 13 من متشددين قتلوا.[78]

### فبراير
- 1 فبراير 2014 - 2 من متشددين قتلوا.[79]
- 3 فبراير 2014 - 30 من المتشددين قتلوا.[80]
- 7 فبراير 2014 - 20 من المتشددين قتلوا.[81]
- 9 فبراير 2014 - 3 من المتشددين قتلوا.[81]
- 16 فبراير 2014 - 4 مدنيين (بما في ذلك 3 من الكوريين الجنوبيين) قتلوا في تفجير حافلة طابا 2014.[82]
- 20 فبراير 2014 - 10 من المتشددين قتلوا.[83]
- 21–23 فبراير 2014 - 14 من المتشددين قتلوا.[84]

### مارس
- 1 مارس 2014 - 10 من المتشددين قتلوا.[85]
- 6 مارس 2014 - شرطي قتل.[86]
- 11 مارس 2014 - 7 من المتشددين قتلوا.[87]
- 17 مارس 2014 - 3 من المتشددين قتلوا.[88]
- 24 مارس 2014 - 3 من المتشددين قتلوا.[89]
- 30 مارس 2014 - جندي قتل.[90]

### أبريل
- 1 أبريل 2014 - 3 من المتشددين قتلوا.[91]
- 3 أبريل 2014 - ضابظ أمن مركزي قتل.[92]
- 5 أبريل 2014. - 4 من المتشددين قتلوا.[93]
- 11 أبريل 2014 - متشدد قتل.[94]
- 13 أبريل 2014 - 3 من المتشددين قتلوا.[95]
- 16 أبريل 2014 - 2 من المتشددين قتلوا.[96]
- 24 أبريل 2014 - 6 من المتشددين قتلوا.[97]
- 27 أبريل 2014 - 1 متشدد قتل.[98]
- 29 أبريل 2014 - 3 من المتشددين قتلوا.[99]

### مايو
- 1 مايو 2014 - 5 من المتشددين قتلوا.[100]
- 2 مايو 2014 - 2 قتلو في تفجير انتحاري في الطور; وقتل 1 في تفجير انتحاري قرب شرم الشيخ.[101]
- 11 مايو 2014 - 1 مجند من الجيش قتل في اطلاق نار في الشيخ زويد.[102]
- 14 مايو 2014 - 2 من المتشددين قتلوا.[103]
- 20 مايو 2014 - 6 من المتشددين قتلوا.[104]
- 22 مايو 2014 - 3 من المتشددين قتلوا على أيدي رجال قبائل.[105]
- 23 مايو 2014 - ضابط أمن مركزي قتل.[106]
- 28 مايو 2014 - مقتل جندي.[107]

### يونيو
- 5 يونيو 2014 - 7 من المتشددين قتلوا.[108]
- 8 يونيو 2014 - قتل مدني.[109]
- 11 يونيو 2014 - مقتل جندي.[110]
- 16 يونيو 2014 - قتل 8 من المتطرفين.[111]
- 21 يونيو 2014 - 8 من المتشددين قتلوا.[112][113]
- 22 يونيو 2014 - 19 من المتشددين قتلوا.[112]
- 28 يونيو 2014 - متشددون قتلوا أربعة من أفراد قوات الأمن المركزي.[114] مهاجمين مسلحين أطلقوا النار على ضابط شرطة في سيارته في العريش. وكان اثنان من الرجال المرافقين للضابط قتل واحد بينما نجا واحد سالما.[115]

### يوليو
- 3 يوليو 2014 - غارة قامت بها القوات الجوية المصرية في شمال سيناء قتلت فيها 17 من المتشددين.[116]
- 9 يوليو 2014 - مقتل جندي.[117]
- 14 يوليو 2014 - 1 قتل جندي و7 مدنيين، بينهم طفلان، في هجومين منفصلين من قذائف الهاون.[118]
- 15 يوليو 2014 - 7 من المتشددين قتلوا [119] ومقتل جندي.[120]
- 18 يوليو 2014 - مقتل ضابط شرطة.[121]
- 21 يوليو 2014 - 2 من زعماء القبائل قتلوا.[122]
- 22 يوليو 2014 - مقتل حارس أمن.[123]
- 23 يوليو 2014 - 2 من المتشددين قتلوا.[124]
- 24 يوليو 2014 - 3 من المتشددين قتلوا بينهم خالد المنيعي شقيق شادي المنيعي.[125]
- 25 يوليو 2014 - مقتل ضابطين من الأمن الأمركزي.[126]
- 26 يوليو 2014 - 12 من المتشددين قتلوا خلال غارة من قبل القوات الجوية المصرية قرب الشيخ زويد,[127] بينما قتل 4 أطفال في رفح نتيجة لهجوم صاروخي من قبل المتشددين.[128]
- 27 يوليو 2014 - 14 من المتشددين قتلوا على يد قوات الأمن المصرية أثناء الغارات على مخابئهم في الشيخ زويد ورفح.[129]
- 29 يوليو 2014 - مقتل فتاة بصاروخ.[130]

### أغسطس
- 3 أغسطس 2014 - 5 من المتشددين قتلوا في عملية عسكرية، حيث تمكنت قوات الأمن من تدمير العديد من المركبات المتشددين.[131] وقتل صبي يبلغ من العمر ست سنوات عندما ضرب صاروخ كان من المفترض أن استهداف قافلة أمنية ولكن ضرب منزله، مما أدى إلى إصابة أربعة آخرين.[132]
- 4 أغسطس 2014 - 11 من المتشددين قتلوا خلال غارة عسكرية في عدة مناطق من شمال سيناء بالقرب من الحدود مع إسرائيل. وتم تدمير ثلاثة أنفاق وعدد من المركبات في عملية.[133]
- 8 أغسطس 2014 - 11 من المتشددين قتلوا.[134]
- 11 أغسطس 2014 - 2 من المتشددين قتلوا.[135]
- 12 أغسطس 2014 - 9 من المتشددين قتلتوا من قبل قوات الجيش المصري في شمال سيناء.[136]
- 12 أغسطس 2014 - 2 من المتشددين قتلوا.[137]
- 14 أغسطس 2014 - 2 من المتشددين قتلوا.[138]
- 18 أغسطس 2014 - حوالي 4 من المدنيين قتلوا.[139]
- 19 أغسطس 2014 - 2 من المتشددين قتلوا.[140]
- 20 أغسطس 2014 - 2 من المتشددين قتلوا.[141]
- 24 أغسطس 2014 - 14 من المتشددين قتلوا.[142]
- 31 أغسطس 2014 - 2 من المسلحين ومدني قتلوا. كان واحدا من متشددون فايز أبو شتا المشتبه به الرئيسي في خطف عدد من أفراد الأمن العام الماضي.[143]

### سبتمبر
- 1 سبتمبر 2014 - 6 من المتشددين قتلوا.[144]
- 2 سبتمبر 2014 - 11 شرطي[145] و7 من المتشددين قتلوا.[146]
- 3 سبتمبر 2014 - مقتل شرطي.[147]
- 5 سبتمبر 2014 - 3 من المتشددين قتلوا.[148]
- 8 سبتمبر 2014 - مقتل ضابط شرطة.[149]
- 9 سبتمبر 2014 - 2 من المتشددين[150] ومدني واحد قتلوا.[151]
- 11 سبتمبر 2014 - مقتل مدني.[152]
- 12 سبتمبر 2014 - مقتل مجند جيش.[153]
- 13 سبتمبر 2014 - 6 من المتشددين قتلوا.[154]
- 14 سبتمبر 2014 - 4 من المتشددين قتلوا.[154]
- 16 سبتمبر 2014 - 6 من الشرطة قتلوا.[155]
- 19 سبتمبر 2014 - عثر على رجل مقطوع رأسه في الشيخ زويد.[156]
- 20 سبتمبر 2014 - مقتل متشدد.[157]
- 21 سبتمبر 2014 - 1 مقتل ضابط شرطة.[158]
- 22 سبتمبر 2014 - 7 من المتشددين قتلوا.[159]
- 23 سبتمبر 2014 - 4 من المتشددين قتلوا.[160]
- 26 سبتمبر 2014 - مقتل مدني.[161]
- 27 سبتمبر 2014 - 18 من المتشددين قتلوا.[162]

### أكتوبر
- 1 أكتوبر 2014 - 7 من المتشددين قتلوا.[163]
- 2 أكتوبر 2014 - مقتل زعيم من المتشددين.[164]
- 3 أكتوبر 2014 - 2 من المتشددين قتلوا.[165]
- 5 أكتوبر 2014 - قطع ثلاثة رأسهم أشخاص وطلقة نارية حتى الموت على يد أنصار بيت المقدس.[166]
- 6 أكتوبر 2014 - مقتل صبي يبلغ من العمر 13 بعبوة ناسفة.[167]
- 7 أكتوبر 2014 - 17 من المتشددين قتلوا.[168]
- 9 أكتوبر 2014 - 15 من المتشددين قتلوا.[169]
- 10 أكتوبر 2014 - قتل فرحان شحاتة عضو بارز في جماعة أنصار بيت المقدس.[170]
- 12 أكتوبر 2014 - 3 جثث وجدت جنوب مدينة العريش.[171]
- 16 أكتوبر 2014 - 3 من رجال الشرطة قتلوا في هجوم آر بي جي.[172]
- 17 أكتوبر 2014 - القبض على زعيم أنصار بيت المقدس في العريش[173] و3 قتلوا في هجوم بعبوة ناسفة.[174]
- 18 أكتوبر 2014 - 2 من المتشددين قتلوا.[175] ومقتل 3 من ضباط في حين تدمير نفق.[176]
- 19 أكتوبر 2014 - 7 من الضباط الجيش قتلوا.[177]
- 21 أكتوبر 2014 - مقتل مدني.[178]
- 22 أكتوبر 2014 - أصيب 2 من جنود إسرائيليين بجروح.[179]
- 24 أكتوبر 2014 - 33 من أفراد الأمن قتلوا.[180]
- 26 أكتوبر 2014 - 7 من المتشددين قتلوا.[181][182]
- 30 أكتوبر 2014 - 3 من المتشددين قتلوا.[183]
- 31 أكتوبر 2014 - 7 إصابة من الأفراد العسكريين[184] ومقتل مدني.[185]

### نوفمبر
- 3 نوفمبر 2014 - 3 من المتشددين قتلوا.[186]
- 6 نوفمبر 2014 - 4 مدنين قتلوا.[187]
- 7 نوفمبر 2014 - 5 من المتشددين قتلوا.[188]
- 8 نوفمبر 2014 - 8 من المتشددين قتلوا.[189]
- 13 نوفمبر 2014 - 3 جندي و2 من الشرطة قتلوا .[190]
- 14 نوفمبر 2014 - 5 من المتشددين قتلوا.[191]
- 15 نوفمبر 2014 - 3 من المتشددين قتلوا.[192]
- 18 نوفمبر 2014 - 7 مدنين و3 من المتشددين قتلوا.[193]
- 21 نوفمبر 2014 - 2 من المتشددين قتلوا في انفجار، بينما 5 مسلحين آخرين قتلوا في الغارات الأمنية.[194]
- 22 نوفمبر 2014 - 10 من المتشددين قتلوا.[195]
- 23 نوفمبر 2014 - 11 من المتشددين وشرطي قتلوا.[196][197]
- 25 نوفمبر 2014 - 5 من المتشددين قتلوا.[198]
- 26 نوفمبر 2014 - 3 من أفراد الشرطة[199] و9 من المتشددين قتلوا.[200]
- 27 نوفمبر 2014 - 3 من المدنيين عثر عليهم مقتولين.[201]
- 28 نوفمبر 2014 - 6 من أفراد الجيش أصيبوا.[202]

### ديسمبر
- 2 ديسمبر 2014 - 6 من المدنيين عثر عليهم مقتولين.[203]
- 4 ديسمبر 2014 - 2 من المدنيين عثر عليهم مقتولين.[204]
- 10 ديسمبر 2014 - 5 من المتشددين قتلوا.[205]
- 12 ديسمبر 2014 - 17 من المتشددين قتلوا.[206]
- 14 ديسمبر 2014 - 2 من ضباط الشرطة قتلوا.[207]
- 15 ديسمبر 2014 - 3 من المتشددين قتلوا.[208]
- 17 ديسمبر 2014 - 5 من المتشددين قتلوا.[209]
- 18 ديسمبر 2014 - 9 من المتشددين قتلوا.[210]
- 19 ديسمبر 2014 - مقتل متشدد.[211]
- 20 ديسمبر 2014 - 6 من المتشددين قتلوا.[212]
- 21 ديسمبر 2014 - 7 من المتشددين [213] و4 من المدنيين قتلوا.[214]
- 25 ديسمبر 2014 - مقتل متشدد.[215]
- 26 ديسمبر 2014 - 2 من أفراد الجيش قتلوا.[216]
- 28 ديسمبر 2014 - 2 من المتشددين قتلوا.[217]

## 2015

### يناير
- 2 يناير 2015 - متشدد قتل.[218]
- 4 يناير 2015 - مقتل جندي.[219]
- 10 يناير 2015 - 2 من المدنيين عثر عليهم ميتون.[220]
- 12 يناير 2015 - 7 من المدنيين عثر عليهم ميتون.[221]
- 13 يناير 2015 - وجد ضابط الشرطة المخطوف ميتًا[222] و5 مدنيين قتلوا.[223]
- 14 يناير 2015 - 7 متشددين قتلوا.[224]
- 15 يناير 2015 - ضابط في الجيش قتل.[225]
- 16 يناير 2015 - قتل مدني.[226]
- 19–20 يناير 2015 - 4 من المتشددين قتلوا.[227]
- 26 يناير 2015 - 3 من المتشددين قتلوا و3 من المدنيين عثر عليهم مقتولين.[228][229]
- 29 يناير 2015 -مقتل 32 جندياً ومدنياً.[230][231]
- 30 يناير 2015 - مقتل 2 من المدنيين.[232]

### فبراير
- 1 فبراير 2015 - مقتل 3 مدنيين[233]
- 2 فبراير 2015 - مقتل مدني[234]
- 3 فبراير 2015 - 8 من المتشددين قتلوا[235]
- 5 فبراير 2015 - مقتل جندي.[236]
- 6 فبراير 2015 - 47 من المتشددين قتلوا[237] ومقتل مدني.[238]
- 9 فبراير 2015 - مقتل مدني.[239]
- 10 فبراير 2015 - 15 من المتشددين قتلوا.[240]
- 11 فبراير 2015 - 3 من المتشددين قتلوا.[241]
- 13 فبراير 2015 - 18 من المتشددين قتلوا.[242]
- 16 فبراير 2015 - 6 من المتشددين قتلوا.[243]
- 18 فبراير 2015 - 5 من المتشددين قتلوا[244] ومقتل مدني.[245]
- 25 فبراير 2015 - 38 من المتشددين قتلوا.[246]
- 28 فبراير 2015 - 28 من المتشددين قتلوا[247] ومقتل مدني.[248]

وفقا لبيان المتحدث الرسمي للقوات المسلحة المصرية العميد محمد سمير عبد العزيز، قُتل خلال شهر فبراير (شباط) لعام 2015، نحو 173 من «العناصر الإرهابية».

### مارس
- 2 مارس 2015 - 8 من المتشددين قتلوا[251]
- 3 مارس 2015 - 11 من المتشددين قتلوا.[252]
- 5 مارس 2015 - 15 من المتشددين قتلوا.[253]
- 6 مارس 2015 - 10 من المتشددين قتلوا.[254]
- 7 مارس 2015 - 15 من المتشددين قتلوا.[255]
- 9 مارس 2015 - 3 من رجال الشرطة قتلوا.[256]
- 10 مارس 2015 - ضابط جيش ومدني قتلوا في هجومين منفصلين،[257] و9 من المتشددين قتلوا.[258]
- 11 مارس 2015 - ضابط جيش[259] و11 من المتشددين قتلوا.[260]
- 13 مارس 2015 - 19 من المتشددين قتلوا.[261]
- 17 مارس 2015 - 9 من المتشددين قتلوا[262] والعثور على 3 جثث من المدنيين.[263]
- 19 مارس 2015 - 28 من المتشددين قتلوا.[264]
- 20 مارس 2015 - 8 من المتشددين قتلوا.[265]
- 21 مارس 2015 - 10 من المتشددين قتلوا.[266]
- 22 مارس 2015 - 7 من المتشددين قتلوا.[267]
- 24 مارس 2015 - 2 من الجنود وشرطي قتلوا.[268]
- 25 مارس 2015 - 7 من المتشددين قتلوا.[269]
- 28 مارس 2015 - 3 من المتشددين قتلوا.[270]
- 30 مارس 2015 - 6 من المتشددين قتلوا.[271]
- 31 مارس 2015 - 3 من المتشددين قتلوا.[272]

### أبريل
- 2 أبريل 2015 - 15 من الجنود و2 من المدنيين قتلوا، و15 من المتشددين قتلوا.[273][274]
- 3 أبريل 2015 - 100 من المتشددين قتلوا.[275][276]
- 4 أبريل 2015 - 35 من المتشددين قتلوا.[277]
- 8 أبريل 2015 - 10 من المتشددين قتلوا.[278]

## 2016

### أبريل
- في 16 أبريل 2016 قتل 3 عناصر مسلحة، وإصابة 3 آخرين في إحباط هجوم على كمين الماسورة الأمني بمنطقة جنوب مدينة رفح.[279]
- في 20 إبريل 2016 قتل 8 من عناصر الشرطة المصرية في هجوم بقذائف آر بي جي في أحد الطرق بشمال سيناء.[280]
- في 25 أبريل 2016 قتل 25 عنصراً مسلحاً وإصابة 30 آخرين في قصف جوي للجيش المصري على مواقع تنظيم ولاية سيناء جنوبي الشيخ زويد.[281]

### مايو
- في 2 مايو 2016 قتل 3 عناصر مسلحة في تبادل لإطلاق النار مع قوات الجيش والشرطة، خلال حملة تمشيط ومداهمات بقرية التومة جنوب الشيخ زويد.[282]
- في 9 مايو 2016 قتل 4 من قوات الجيش في هجومين منفصلين في شمال سيناء.[283]
- في 10 مايو 2016 قتل 4 من قوات الجيش والشرطة وأصيب 10 آخرون في عدة هجمات متفرقة.[284][285]
- في 10 مايو 2016 قتل 11 عنصراً مسلحاً في عمليات متفرقة لقوات الجيش بمناطق بشمال سيناء.[286]